# 二十三烷二酸
二十三烷二酸是一种有机化合物，化学式为C23H44O4。它可由二十三烷二酸二乙酯在氢氧化钾甲醇溶液中水解得到，或通过芥酸的钯催化羟羰基化反应得到。它和四丁基氢氧化铵、20-溴二十烯反应，可以得到二十三烷二酸二(二十碳-19-烯-1-基)酯。它和α,ω-二十三烷二胺反应，得到相应的酰胺聚合物。